# 放送持株会社
放送持株会社（ほうそうもちかぶがいしゃ）は、持株会社の一形態で、放送免許を持つ放送局会社を傘下に持つ純粋持株会社である。本記事では、認定放送持株会社についても取り扱う。

## 概要
これまで放送局においては同一企業による複数の放送局の支配を防ぐため、総務省が「マスメディア集中排除原則」を定めていた。しかし、地上デジタル放送の開始に伴い多額な設備投資が迫られたことなどから、特に地方局では資金調達に苦しむことが常態化しつつあった。こうした経営基盤強化のために集中排除原則を緩和し放送事業者にも資金調達能力の高い持株会社制度を認めるというものである。
具体的には
- 純粋持株会社の下に傘下となる放送局がぶら下がる形となり、キー局及び同一ネットワーク系列局が傘下企業となる。
- 純粋持株会社の下に傘下となる放送局がぶら下がり、さらに、それまでいち放送局の子会社並びに関連会社・団体として扱っていた（関連）会社等が、（新たに設置する）放送事業専業の新子会社と同列に傘下企業となる。

の2通りがある。
また、放送局という公共的にも影響を持つメディア企業であることから、特定の株主からの影響をできる限り排除し言論の多様性を確保するために株主の株式保有比率を20%未満に制限することが検討されている。これにより単独の企業や投資家による経営支配や言論の制限を排除できるのみならず放送局の外部からの買収をも阻止できることになる。

## 放送法の改正
総務省では、2006年10月に行政法学者の塩野宏（東京大学名誉教授）を中心に取りまとめられたデジタル化の進展と放送政策に関する調査研究会の最終報告 を受け、2007年度に放送持株会社を解禁する方針で2007年4月6日に放送法改正案が閣議決定された。当初は2007年の通常国会での改正案成立を目指すことにしていたが会期の関係上、通常国会での成立は見送られ、継続審議の結果2007年12月21日に臨時国会で成立、2008年4月1日に施行された。
この改正放送法では放送持株会社について「認定放送持株会社」としての設立を認め、また持株会社に対する一株主の出資比率を10%以上3分の1未満規定（ただし実際の出資比率は総務省令によって定められる）する条項が盛り込まれている（放送法第164条第2項）。
当初は、総務省令にて、放送の多様性や地域性を尊重するため持株会社の傘下に入る地上波放送局の数を最大12局以下に限定する事とし、さらに、極端な一極集中を防ぐため、1都道府県につき1局としてカウントする事とした。そのため、広域局については、在京キー局は7局相当、在阪準キー局は6局相当、在名局は3局相当とされた。また、放送エリアが重複する放送局を複数持つこともできなかった。
2023年3月に総務省令が改正され、地域制限を撤廃したことから、後述の日本テレビホールディングス（読売中京FSホールディングス）のように複数の広域局を傘下に持つことも可能になった。
地上波放送局以外については、BS放送局を1局まで、CS放送局をトランスポンダ2個分（SDで12ch相当）まで持つことが可能となっている。

## 各民放の動向
放送法が改正・施行され放送持株会社が解禁された後、まず在京の民放キー局が持株会社制導入に向けて動いた。以下、一覧として表すと共に、実施された順に述べる。
| 実施順                                                                                | 放送持株会社 （愛称・略称）                           | 会社設立日     | 持株会社移行日 | 地上波 テレビ放送局                                      | 地上波 ラジオ放送局                                                                  | 衛星放送 チャンネル                                                                                      | 本社所在地         | 上場証券取引所        |
| ------------------------------------------------------------------------------------- | ----------------------------------------------------- | -------------- | -------------- | -------------------------------------------------------- | ------------------------------------------------------------------------------------ | --- | ------------------ | --------------------- |
| 1                                                                                     | フジ・メディア・ホールディングス                      | 1957年11月18日 | 2008年10月1日  | フジテレビジョン 仙台放送                                | ニッポン放送                                                                         | BSフジ フジテレビONE スポーツ・バラエティ フジテレビTWO ドラマ・アニメ フジテレビNEXT ライブ・プレミアム | 東京都港区         | 東証プライム 4676     |
| 2                                                                                     | TBSホールディングス                                   | 1951年5月17日  | 2009年4月1日   | TBSテレビ                                                | TBSラジオ                                                                            | BS-TBS TBS NEWS TBSチャンネル                                                                            | 東京都港区         | 東証プライム 9401     |
| 3                                                                                     | テレビ東京ホールディングス                            | 2010年10月1日  | 2010年10月1日  | テレビ東京                                               | -                                                                                    | BSテレ東 アニメシアターX                                                                                 | 東京都港区         | 東証プライム 9413     |
| 4                                                                                     | 日本テレビホールディングス （日テレホールディングス） | 1952年10月28日 | 2012年10月1日  | 日本テレビ放送網                                         | アール・エフ・ラジオ日本                                                             | BS日テレ 日テレNEWS24 日テレジータス 日テレプラス                                                        | 東京都港区         | 東証プライム 9404     |
| 5                                                                                     | 中部日本放送                                          | 1950年12月15日 | 2014年4月1日   | CBCテレビ                                                | CBCラジオ                                                                            | - | 愛知県名古屋市中区 | 名証プレミア 9402     |
| 6                                                                                     | テレビ朝日ホールディングス                            | 1957年11月1日  | 2014年4月1日   | テレビ朝日                                               | -                                                                                    | BS朝日 テレ朝チャンネル CNNj                                                                             | 東京都港区         | 東証プライム 9409     |
| 7                                                                                     | RKB毎日ホールディングス                               | 1951年6月29日  | 2016年4月1日   | RKB毎日放送 （ラジオ部門の通称はRKBラジオとなっている）  | RKB毎日放送 （ラジオ部門の通称はRKBラジオとなっている）                              | - | 福岡県福岡市早良区 | 福証 9407             |
| 8                                                                                     | MBSメディアホールディングス                           | 1950年7月28日  | 2017年4月1日   | 毎日放送 （MBSテレビ）                                   | MBSラジオ                                                                            | GAORA | 大阪府大阪市北区   | （非上場）            |
| 9                                                                                     | 朝日放送グループホールディングス                      | 1951年3月15日  | 2018年4月1日   | 朝日放送テレビ （ABCテレビ）                             | 朝日放送ラジオ （ABCラジオ）                                                         | スカイA                                                                                                  | 大阪府大阪市福島区 | 東証プライム 9405     |
| 10                                                                                    | RSKホールディングス                                   | 1953年4月1日   | 2019年4月1日   | RSK山陽放送 （テレビ部門の呼称はRSKテレビとなっている）  | RSK山陽放送 （ラジオ部門の呼称はRSKラジオとなっている） エフエム高松コミュニティ放送 | - | 岡山県岡山市北区   | （非上場）            |
| 11                                                                                    | KBCグループホールディングス                           | 1953年8月21日  | 2023年4月1日   | 九州朝日放送 （ラジオ部門の通称はKBCラジオとなっている） | 九州朝日放送 （ラジオ部門の通称はKBCラジオとなっている）                             | - | 福岡県福岡市中央区 | （非上場）            |
| 12                                                                                    | BSNメディアホールディングス                           | 1952年10月14日 | 2023年6月1日   | 新潟放送                                                 | 新潟放送                                                                             | - | 新潟県新潟市中央区 | 東証スタンダード 9408 |
| 13                                                                                    | 読売中京FSホールディングス （FYCSホールディングス）   | 2025年4月1日   | 2025年4月1日   | 札幌テレビ放送 中京テレビ放送 読売テレビ放送 福岡放送    | STVラジオ                                                                            | - | 東京都港区         | （非上場）            |
| ※傘下の放送局・チャンネルは連結子会社・出資比率の高い子会社またはそれによる物を記載。 |                                                       |                |                |                                                          |                                                                                      | |                    |                       |

### フジテレビジョン（フジ・メディア・ホールディングス）
在京局の中で最初に具体化し、実現したのがフジテレビである。既にフジサンケイグループの事業持株会社になっており、放送持株会社の解禁を視野に入れ、グループ企業の再編や子会社資本の同局本体への集約などを行っていた。
2007年6月8日には、同年中に持株会社制への移行を検討し、移行後は持株会社の傘下に事業会社として新たに分社設立する新生フジテレビをはじめ、産経新聞社やニッポン放送などフジサンケイグループの企業を置く体制を作るため、グループ各社と調整を行っていることが報じられた。
2008年3月13日には、同年10月1日付で当時の株式会社フジテレビジョンを「株式会社フジ・メディア・ホールディングス」に商号変更、地上波テレビジョン放送事業をはじめとする現業一切を新設会社たる完全子会社「（新）フジテレビジョン」に放送免許共々承継し、持株会社傘下に納める形で放送持株会社制への移行を行うことが発表された。6月27日に行われた株主総会で移行が承認され、9月3日に総務大臣から放送持株会社の認定を受け、10月1日に認定放送持株会社に移行した。
その後、フジ・メディア・ホールディングスは2011年4月に株式交換により関連会社であったBSフジを完全子会社化したほか、2016年12月には持分法適用関連会社であった系列局の仙台放送を連結子会社にしており、在京キー局から転換した放送持株会社が系列地方局を子会社化した初の事例となった。

### 東京放送（東京放送ホールディングス→TBSホールディングス）
実施ではフジテレビに先を越されたものの、最初に具体化の検討をしていたのは東京放送だった。
2006年8月の時点で持株会社制への2007年秋での移行を検討していると報じられていた。これは、以下の考えがあるからとみられている。
- 東京放送がTBSテレビ（テレビ制作部門。法人格としてはTBSライブ・TBSスポーツを合併した元TBSエンタテインメント）・TBSラジオ（ラジオ放送部門。設立・移行時はTBSラジオ&コミュニケーションズ、2001年に中波放送の免許を東京放送から承継してラジオ番組製作会社からラジオ放送事業者に転換済み、2016年現商号に変更）を2000年に分社化し、2004年にはテレビ放送事業をTBSテレビに業務委託した事から、後は東京放送に残っているテレビ放送免許をTBSテレビに承継させ放送事業者に転換させることで容易に持株会社制へと移行できる。
- JNN系列局を傘下にする事で地方局のデジタル化負担を軽減するとともに、系列局との連携の緊密化や効率的なグループ経営を可能にできる。

認定放送持株会社になれば、放送法の規定により株式保有比率の制限も適用されるため、当時東京放送の発行済株式19%超を保有していた楽天に対しても、追加の株保有を阻止する事が可能となり、強力な牽制が可能となることも要因と見られていた。
2007年12月31日にはその方針案を固めており、2008年11月5日に取締役会で移行を決議、同年12月16日に開催された臨時株主総会で賛成多数にて承認、2009年3月12日に総務大臣の認定を受け、同年4月1日に地上波テレビ放送免許をTBSテレビに承継しTBSテレビはテレビ番組製作会社からテレビ放送事業者に転換、東京放送は商号を「株式会社東京放送ホールディングス」に変更し放送持株会社制に移行した。なお移行に反対した筆頭株主である楽天は、2009年3月31日、会社法第785条に基づいて「反対株主の株式買取請求権」を行使、東京放送に対して同社が保有する全ての東京放送株の買取を請求した。
その後、東京放送ホールディングスは2015年4月に連結子会社であったBS-TBSを株式交換により完全子会社化している。
2020年10月1日をもって、商号を「株式会社東京放送ホールディングス」から、これまで通称として用いてきた「株式会社TBSホールディングス」に変更した。これにより、「東京放送」の名がTBSテレビの英文社名「TOKYO BROADCASTING SYSTEM TELEVISION, INC.」と自社の健康保険組合「東京放送健康保険組合」等を残し消滅した。

### テレビ東京（テレビ東京ホールディングス）
テレビ東京は、現時点で系列局が6局しかないこと、主要局で株持ち合いを実施していること、系列局のうち筆頭株主に地元紙である山陽新聞の資本が入っているテレビせとうちを除く4局全てが日本経済新聞グループ本体の持分法適用会社であることなどから、長い間この制度について特に言及してこなかった。
しかし、2010年3月26日にテレビ東京、BSジャパン（現:BSテレビ東京）、テレビ東京ブロードバンド（現:テレビ東京コミュニケーションズ）と経営統合し持株会社制へと移行すると発表、同年10月1日に共同持株会社「株式会社テレビ東京ホールディングス」を設立した。既存法人の商号を変更し、放送事業を分割して持株会社とした他局と異なり、株式移転により持株会社の法人を新設する形は初の事例であり、かつ後述の読売中京FSホールディングス発足までは唯一の事例であった。したがってテレビ東京ホールディングス自体には後にも先にも特定地上基幹放送事業者や日本民間放送連盟会員だった時期が無く、同時にテレビ東京自体も日経の持分法が適用されなくなった。
さらに持株会社制移行後に日経新聞系CS放送局の日経CNBCもテレビ東京ホールディングス傘下に加える事を検討、2011年1月12日付で、日本経済新聞社から株式の一部を取得するとともにテレビ東京より株式の現物配当を受けることにより、持分法適用関連会社とした。2021年8月31日にはアニメ専門チャンネル「アニメシアターX（AT-X）」を運営する連結子会社のエー・ティー・エックスの株式のうち、グループ外企業保有分をテレビ東京が追加取得したことで、テレビ東京メディアネット保有分と合わせてテレビ東京グループが全保有し、これによりテレビ東京ホールディングスの完全子会社となった。
なお、首都圏の一部を放送対象地域とした外国語放送局であるエフエムインターウェーブ（現:InterFM897）を一時期テレビ東京の子会社としていたが、2012年6月20日に木下グループに全株式を売却しグループから外れている（2020年よりジャパンエフエムネットワーク等が出資し、エフエム東京の関連会社となっている）。

### 日本テレビ放送網（日本テレビホールディングス）
日本初の民放テレビ局である日本テレビ放送網（日本テレビ）は在京キー局の中で最も消極的で、2008年3月に行われた定例会見で久保伸太郎社長（当時）が「現時点で必要ない」と消極的な姿勢を表明していた。しかし、2012年3月29日、同年10月1日をもって、BS日本とCS日本を株式交換で経営統合を行い、同時に4月設立する100%子会社の分割準備会社 を設立した上で、分割準備会社に放送事業を引き継ぐことを取締役会で決議した。4月26日に現業を引き継ぐための分割準備会社を設立し、6月28日に行われた株主総会にて賛成多数にて承認された。9月12日に認定放送持株会社の認定を受けたことにより、10月1日に、BS日本とシーエス日本は株式交換により完全子会社化され、分割準備会社は「（新）日本テレビ放送網」に商号変更し、日本テレビ放送網は「日本テレビホールディングス株式会社」に商号変更、認定放送持株会社に移行した。

### 中部日本放送
日本最古の民放である中部日本放送は、2013年4月1日に免許を含めたラジオ事業を子会社のCBCラジオ（旧テクノビジョン。承継時にTBSラジオと同様ラジオ番組製作会社からラジオ放送事業者に転換）に移したが、同年5月10日に在京民放以外で初となる認定放送持株会社に2014年4月1日から移行することを発表した。2014年3月17日に総務大臣から認定を受けたことにより、同年4月1日に地方局では初の放送持株会社が誕生した。これにより中京広域圏のラテ兼営民放局が岐阜放送（ぎふチャン） のみとなった。なお、持株会社への移行に際してはテレビ事業を分割準備会社へ吸収分割（同時に「CBCテレビ」に商号変更）する形を取ったが、持株会社の商号は「ホールディングス」などの呼称を付けず「中部日本放送株式会社」の名称を維持し続けている。

### テレビ朝日（テレビ朝日ホールディングス）
テレビ朝日に限らずテレビ朝日系列局は朝日新聞社の傘下にあり、他の系列に比べ新聞資本による結束が特に強い。これに加え、放送法令における出資制限の規定のため、33.85%のテレ朝株を持つ朝日新聞社の影響力が削がれてしまう関係上、踏み切れない状況であった。
2008年6月6日、テレビ朝日が朝日新聞社の株式11.8%を取得、朝日新聞社も持ち合いによる議決権の相殺を防ぐため保有株式を25%未満に下げることが発表された。当初は情報通信メディアとの提携も視野においているものの、放送持株会社については発表されていなかった。
しかし、2013年7月31日にテレビ朝日とBS朝日の両社が、2014年4月1日を以って、テレビ朝日の吸収分割とテレビ朝日とBS朝日との間での株式交換を同時に行い、テレビ朝日を認定放送持株会社に移行することについて基本的合意に達し、テレビ朝日とBS朝日の両社の取締役会で決議の上、両社との間で「基本合意書」を締結したことを発表した。
2014年4月1日、分割準備会社に放送事業を引き継ぎ（同日付で分割準備会社は「（新）テレビ朝日」に商号変更）、テレビ朝日は、商号を「株式会社テレビ朝日ホールディングス」に変更し、認定放送持株会社に移行した。テレビ朝日の持株会社体制への移行により在京キー局5社が全て持株会社体制へ移行することとなった。
その後、テレビ朝日ホールディングスは2017年3月に静岡朝日テレビ、東日本放送、福島放送の3社、同年10月に青森朝日放送、山形テレビ、長野朝日放送の3社、2018年3月に秋田朝日放送、新潟テレビ21の2社、2019年3月に岩手朝日テレビと、系列局を続けて持分法適用関連会社にしている。

### RKB毎日放送（RKB毎日ホールディングス）
九州及び福岡県最古の民放局であるRKB毎日放送は、2015年9月29日に2016年4月1日を以って商号を「株式会社RKB毎日ホールディングス」に変更、会社分割により全国で7番目、系列局では3番目、西日本かつ県域放送では初となる認定放送持株会社体制に移行すると発表した。放送事業は分割準備会社であるRKB毎日分割準備が改称する「（新）RKB毎日放送」が継承、RKB映画社などの子会社と共に持株会社の傘下になったが、テレビ・ラジオを分社化したTBSホールディングス・中部日本放送、2021年4月に分社化を実現したMBSメディアホールディングスとは異なり、テレビ放送事業とラジオ放送事業は分離せず引き続きラテ兼営を継続している。

### 毎日放送（MBSメディアホールディングス）
中部日本放送同様最古の民放局である毎日放送は、2016年7月28日に2017年4月1日を以って商号を「株式会社MBSメディアホールディングス」に変更、全国で8番目、系列局では4番目、在阪局かつ未上場の放送局では初となる認定放送持株会社体制に移行すると発表した。2017年2月8日に総務省から認定の答申を受け、放送事業は分割準備会社である毎日放送分割準備が改称する「（新）毎日放送」が継承した。
放送持株会社体制移行後も「ラテ兼営によるシナジーを生み出すことが大事である」と、放送事業はRKB毎日放送・RSK山陽放送と同様にラテ兼営を継続していた。だが、発足後3年経ち、「ラジオが存続するためには迅速な経営判断と機動的な業務執行が必要で、自主独立することで新たなビジネスも行える」「会社が別でもグループ内なら（事実上の兼営によって）シナジーは生み出せる」と判断、2020年5月28日にラジオ事業の分社を発表するとともにMBSメディアホールディングス100%出資でラジオ部門の分割準備会社を設立。2021年4月1日に毎日放送から吸収分割でラジオ事業を分社し商号を「MBSラジオ」にして事業を開始、毎日放送は商号を維持したままテレビ単営局に移行した。これによりJNN系列ではTBSホールディングス・中部日本放送、在阪局では朝日放送グループホールディングスに続く形でテレビ・ラジオ分社体制に移行することになり、近畿広域圏のラテ兼営民放局は京都放送（KBS京都）のみとなった（在阪の兼営局は消滅）。

### 朝日放送（朝日放送グループホールディングス）
中部日本放送や毎日放送に次いで3番目に古い民放局かつ、西日本では最初に開局した民間テレビ局である大阪テレビ放送を源流の一つに持つ、在阪準キー局の朝日放送は、2017年2月8日に商号を「朝日放送グループホールディングス株式会社」に変更、全国で9番目、系列局では2番目、在阪準キー局では2番目、上場民放局では8番目となる認定放送持株会社体制に移行すると発表、2018年2月7日に総務省から認定の答申を受け、2018年4月1日に認定放送持株会社に移行した。
同時にテレビ放送を「朝日放送テレビ（ABCテレビ）」、ラジオ放送を「朝日放送ラジオ（ABCラジオ）」に、それぞれ分割（ラテ兼営だったのをそれぞれの事業ごとに会社分割。TBSホールディングスや中部日本放送と同等の方法）し準備会社が商号変更した上で承継した。テレビとラジオの放送事業をそれぞれの“準備会社”が“同時”に承継するスキームは初（前述の通り、TBSラジオ・テレビとCBCラジオは既存子会社の事業転換のうえ、ラジオ分社化とテレビ分社化に時間差がある）となる。また、テレビ・ラジオ事業会社の商号は略称（ABC）を使用せずに正式名称の「朝日放送」を使用している。朝日放送の認定放送持株会社移行に伴い、ラテ兼営のテレビ朝日系列局は九州朝日放送のみ（クロスネット局を含めても福井放送との2局のみ）になった。

### 山陽放送（RSKホールディングス）
岡山県・香川県でテレビ放送を、岡山県でラジオ放送をそれぞれ行う山陽放送は2018年5月25日、2019年4月1日に商号を「RSKホールディングス株式会社」に変更、全国で10番目、JNN系列局では5番目、未上場民放局では2番目、東京・名古屋・大阪・福岡・北海道の基幹局以外の放送局では初となる、認定放送持株会社体制に移行すると発表した。放送事業は分割準備会社である山陽放送分割準備が改称する「RSK山陽放送」（略称を冠する社名はJNN系列局ではRKB毎日放送・IBC岩手放送に次いで3局目）が継承し、両子会社のRSKプロビジョン・RSKサービスと共に持株会社の傘下になるが、テレビ・ラジオを分社化したTBSホールディングス・中部日本放送、2021年4月に分社化を実現したMBSメディアホールディングスとは異なり、RKB毎日ホールディングスと同様にラテ兼営を継続する。
その後、香川県高松市一帯を放送エリアとするエフエム高松コミュニティ放送を子会社化した。これまでコミュニティ放送事業者を関連会社とする事例は見られたが、子会社化は初めての事例となる。

### 九州朝日放送（KBCグループホールディングス）
RKB毎日放送に続く福岡県で2番目の民放局である九州朝日放送は、2022年3月25日に2023年4月1日を以って商号を「KBCグループホールディングス株式会社」に変更、会社分割により全国で11番目、系列局ならびに未上場民放局では3番目、福岡県では2番目となる認定放送持株会社体制に移行すると発表した。
放送事業は2022年4月1日に発足する九州朝日放送分割準備会社株式会社が改称する「（新）九州朝日放送」が継承、KBC UNIEやKBC MoooVなどの子会社と共に持株会社の傘下となる。テレビ・ラジオを分社化した朝日放送グループホールディングスとは異なり、同じ福岡県内のRKB毎日放送と同様にテレビ放送事業とラジオ放送事業は分離せずラテ兼営を継続する。また、持株会社移行と同時にステーションロゴ（キャラクター含む）を変更しており、こうした事案は初の事例となる。

### 新潟放送（BSNメディアホールディングス）
新潟県初の民放局である新潟放送は、2022年7月29日に商号を「株式会社BSNメディアホールディングス」に変更した上で、会社分割により全国で12番目、JNN系列局では6番目、東京・名古屋・大阪・福岡・北海道の基幹局以外の放送局では2番目、上場企業では9番目、新潟県および民放4局県では初となる認定放送持株会社体制に移行すると発表した。新潟放送の持株会社化により、株式市場に上場していた特定地上基幹放送事業者は全て放送持株会社体制に移行することになる。当初は2023年4月1日をもって商号変更と体制移行を予定していたが、総務省からの許認可が同年3月時点で得られていないため、移行日を6月1日に変更、同日付で移行した。
放送事業は2022年9月5日に発足の株式会社新潟放送分割準備会社が改称する「（新）新潟放送」が継承し、BSNアイネットやBSNウェーブなどの子会社と共に持株会社の傘下となる。テレビ・ラジオを分社化したTBSホールディングス・中部日本放送・朝日放送グループホールディングス・MBSメディアホールディングスとは異なり、RKB毎日ホールディングス・RSKホールディングス・KBCグループホールディングスと同様にラテ兼営を継続する。

### 札幌テレビ放送・中京テレビ放送・読売テレビ放送・福岡放送（読売中京FSホールディングス）
日本テレビ系列の基幹局である札幌テレビ放送・中京テレビ放送・読売テレビ放送・福岡放送の4局は2024年11月29日に経営統合を発表、共同株式移転方式で持株会社「読売中京FSホールディングス株式会社（FYCS〈フィックス〉ホールディングス）」を2025年4月1日付で設立した。株式移転方式での持株会社設立はテレビ東京ホールディングスについで2例目で、同一系列の基幹局同士、かつ広域圏の局を複数傘下に収めての経営統合は初の事例となる。FYCSホールディングス設立後は日本テレビホールディングスの持分法適用会社となり、FYCSホールディングスが地域や放送局の枠組みを超えた連携を担い、傘下4局はそれぞれ地域情報を発信する中核企業として地方創生に取り組むとしている。